# Phenacoccus sogdianicus
Phenacoccus sogdianicus är en insektsart som beskrevs av Nurmamatov och Bazarov 1987. Phenacoccus sogdianicus ingår i släktet Phenacoccus och familjen ullsköldlöss. Inga underarter finns listade i Catalogue of Life.